# Niewirków
Niewirków – wieś w Polsce położona w województwie lubelskim, w powiecie zamojskim, w gminie Miączyn.
W latach 1954–1972 wieś należała i była siedzibą władz gromady Niewirków. W latach 1975–1998 miejscowość administracyjnie należała do województwa zamojskiego.
Wieś jest sołectwem w gminie Miączyn. Według Narodowego Spisu Powszechnego z roku 2011 wieś liczyła 519 mieszkańców.
W Niewirkowie znajduje się zabytkowy kościół, wzniesiony w 1881 jako cerkiew prawosławna i w 1919 rekoncyliowany.
Wierni Kościoła rzymskokatolickiego należą do parafii Niepokalanego Poczęcia Najświętszej Maryi Panny w Dubie.

## Sport
Do 2005 roku w Niewirkowie funkcjonował Gminny Klub Sportowy Grom Niewirków – amatorski klub piłkarski. Grom rozgrywał mecze na Stadionie w Niewirkowie. W 2005 roku przed startem sezonu 2005/06 Grom Niewirków wycofał się z rozgrywek grupy II zamojskiej klasy B (drużyna została rozwiązana).